# Dalai Nur
Dalai Nur (chiń. upr. 达里诺尔; pinyin Dálǐ Nuò’ěr; chiń. upr. 达来诺尔; pinyin Dálái Nuò’ěr; chiń. upr. 达里湖; pinyin Dálǐ Hú) – słone bezodpływowe jezioro pochodzenia wulkanicznego (zaporowe) w północno-wschodnich Chinach, w Mongolii Wewnętrznej, na południe od miasta Xilinhot. Powstało w wyniku zatamowania odpływu wód rzeki Kongur He przez potok lawy.
Jezioro leży na wysokości 1266 m n.p.m. i zajmuje powierzchnię ok. 200 km². Głębokość maksymalna wynosi 13 m. W okresach suchych wysycha tworząc słone bagnisko. Brzegi jeziora są niskie, miejscami pokryte sołonczakami i niemal całkowicie pozbawione roślinności.